# Фабіан Рідер
Фабіан Рідер (нім. Fabian Rieder, нар. 16 лютого 2002, Берн) — швейцарський футболіст, півзахисник французького клубу «Ренн» і національної збірної Швейцарії. На умовах оренди грає за «Штутгарт».
Чемпіон Швейцарії.

## Клубна кар'єра
Народився 16 лютого 2002 року в місті Берн. Вихованець юнацьких команд футбольних клубів «Золотурн» та «Янг Бойз».
У дорослому футболі дебютував 2020 року виступами за команду «Янг Бойз».
31 серпня 2023 року перейшов у «Ренн», підписавши з французьким клубом контракт на чотири роки.

## Виступи за збірні
2016 року дебютував у складі юнацької збірної Швейцарії (U-15), загалом на юнацькому рівні взяв участь у 26 іграх, відзначившись 4 забитими голами.
Протягом 2021 року залучався до складу молодіжної збірної Швейцарії. На молодіжному рівні зіграв у 9 офіційних матчах, забив 2 голи.
У листопаді 2022 року він був включений до складу збірної Швейцарії на Чемпіонат світу з футболу 2022 року.
| Дата       | Місто     | Господарі | Результат | Гості     | Турнір                  | Голи | Примітки |
| ---------- | --------- | --------- | --------- | --------- | ----------------------- | ---- | -------- |
| 24-11-2022 | Ель-Вакра | Швейцарія | 1 – 0     | Камерун   | ЧС 2022 - груповий етап | -    | 81'      |
| 28-11-2022 | Доха      | Бразилія  | 1 – 0     | Швейцарія | ЧС 2022 - груповий етап | -    | 51' 59'  |
| 25-3-2023  | Новий Сад | Білорусь  | 0 – 5     | Швейцарія | Відбір до ЧЄ 2024       | -    | 66'      |
| 28-3-2023  | Лансі     | Швейцарія | 3 – 0     | Ізраїль   | Відбір до ЧЄ 2024       | -    | 74'      |
| 4-6-2024   | Люцерн    | Швейцарія | 4 – 0     | Естонія   | товариський матч        | -    | 61'      |
| Усього     |           | Матчів    | 5         |           | Голів                   | 0    |          |

## Титули і досягнення
- Чемпіон Швейцарії (2):

«Янг Бойз»: 2020-21, 2022-23
- Володар Кубка Швейцарії (1):

«Янг Бойз»: 2022-23
- Володар Кубка Німеччини (1):

«Штутгарт»: 2024-25